# Justus Hendrik Ludovicus d'Aulnis de Bourouill

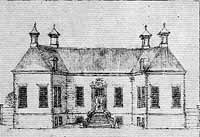
Huis Bijma

Justus Hendrik Ludovicus baron d'Aulnis de Bourouill, heer van Hedikhuizen en Bijma (gedoopt 's-Hertogenbosch, 7 mei 1777 - Faan, Huis Bijma, 23 april 1832) was een Nederlands bestuurder.

## Biografie
D'Aulnis promoveerde in 1802 op stellingen te Utrecht. Daarna was hij maire van Oldekerk, en vrederechter voor het kanton Leek, lid van de Provinciale Staten en adjunct-houtvester van het Westerkwartier. Hij was bij de aanloop naar het Koninkrijk der Nederlanden in 1814 lid van de Vergadering van Notabelen voor het departement Westereems en vervolgens buitengewoon lid van de dubbele Staten-Generaal der Verenigde Nederlanden (8-19 augustus 1815) over de goedkeuring van de grondwet van 1815.
In 1804 trouwde hij met Catharina Clara von Inn- und Kniphausen (1779-1844). Zij was een dochter van Ferdinand Folef des H.R.Rijksbaron von Innhausen und Kniphausen (1735-1795) en diens tweede echtgenote, Anna Maria Graafland (1743-1803). In 1814 werd hij opgenomen in de Ridderschap der Provincie Groningen waardoor hij en zijn nageslacht gingen behoren tot de Nederlandse adel. In 1823 werd voor hem de titel van baron erkend, overgaande op al zijn afstammelingen. Het echtpaar kreeg vier kinderen, onder wie ook twee burgemeesters. Hij overleed in 1832 op 54-jarige leeftijd; zijn echtgenote overleed op 19 oktober 1844 te Groningen.
- Biografisch Portaal: 11188104
- Parlement.com: vg09lltbebxq